# 偏叶提灯藓
偏叶提灯藓（学名：Mnium thomsonii）也称直喙提灯藓，为提灯藓科提灯藓属下的一个种。